# Lubliniec
Lubliniec (in tedesco Lublinitz; dal 1941 al 1945 Loben) è una città polacca del distretto di Lubliniec nel voivodato della Slesia.
Ricopre una superficie di 89,8 km² e nel 2005 contava 29 242 abitanti.

## Geografia fisica
È situata nel voivodato della Slesia dal 1999, mentre tra il 1975 e il 1998 ha fatto parte del voivodato di Częstochowa.

## Storia
Tra il XIII e il XIV secolo Lubliniec ha ottenuto lo status di città. Fino al 1532 faceva parte del Ducato di Opole, in origine come territorio della Corona Boema (dal 1327) e in seguito come dominio degli Asburgo (dal 1526). Diventò parte dell'Impero austro-ungarico nel 1532 e fu ceduta alla Prussia nel 1742. In questo periodo era nota con il nome tedesco di Lublinitz. Dopo la prima guerra mondiale, l'Alta Slesia fu divisa nel 1921 e la sua parte orientale, inclusa Lubliniec, fu annessa dalla Polonia. Lubliniec fu occupata dalla Germania durante la seconda guerra mondiale, e fu restituita alla Polonia solo nel 1945.